# 米山国藏
米山国藏，日本著名数学教育家。著有《数学的精神、思想和方法》。

## 其它
通过《数学的精神、思想和方法》这本书，作者主要是想通过数学上的许多实例达到以下目标：
1. 促进研究精神的勃兴；
2. 说明许多新的研究思想和沿革及其实质；
3. 给出许多研究方法的范例和由此而得到的启示。

本书名言：
学生们在初中、高中等接受的数学知识，因毕业进入社会后几乎没有什么机会应用这种作为知识的数学，所以通常是出校门后不到一两年，很快就忘掉了。然而，不管他们从事什么业务工作，唯有深深铭刻于头脑中的数学的精神、数学的思维方法、研究方法、推理方法和着眼点等(若培养了这方面的素质的话),却随时随地发生作用，使他们受益终生。